# Torneo de Ginebra 2015
El Geneva Open 2015 es un torneo de tenis jugado en pistas de tierra batida al aire libre. Es la 13ª edición del Geneva Open y forma parte de la gira mundial ATP World Tour 250 del 2015. Se llevó a cabo en el Tennis Club de Genève en Ginebra, Suiza, del 17 de mayo hasta el 23 de mayo de 2015.

## Cabeza de serie

### Individual
| Tenista               | Ranking | Preclasificada |
| Stan Wawrinka         | 9       | 1              |
| Marin Čilić           | 10      | 2              |
| Pablo Andújar         | 43      | 3              |
| Benjamin Becker       | 44      | 4              |
| Andreas Haider-Maurer | 47      | 5              |
| João Sousa            | 51      | 6              |
| Marcel Granollers     | 54      | 7              |
| Marcos Baghdatis      | 60      | 8              |

- Ranking del 11 de mayo de 2015

### Dobles masculinos
| Tenista                           | Ranking | Preclasificado |
| Robert Lindstedt Jürgen Melzer    | 65      | 1              |
| Juan Sebastián Cabal Robert Farah | 73      | 2              |
| Andre Begemann Julian Knowle      | 78      | 3              |
| Treat Huey Scott Lipsky           | 83      | 4              |

## Campeones

### Individuales
Thomaz Bellucci venció a  João Sousa por 7-6(4) 6-4

### Dobles
Juan Sebastián Cabal /  Robert Farah vencieron a  Raven Klaasen /  Yen-Hsun Lu por 7-5, 4-6, [10-7]